# Rodrigo Garcia (homme politique)
Pour les articles homonymes, voir Rodrigo Garcia.

Rodrigo Garcia, né le 10 mai 1974 à Tanabi est un avocat, homme d'affaires et homme politique brésilien, affilié au Parti social-démocrate brésilien (PSDB).

## Biographie
Il est député d'État élu pour trois législatures consécutives, entre 1999 et 2011 et président de l'Assemblée législative de São Paulo du 15 mars 2005 au 15 mars 2007.
De 2008 à 2010, il est secrétaire municipal pour la modernisation, la gestion et la débureaucratisation de la mairie de São Paulo. En avril 2010, il retrouve son siège à l'Assemblée législative pour poursuivre son travail de député d'État pour le Démocrates. Il est vice-président national des Démocrates et secrétaire général du parti dans l'État de São Paulo.
Lors des Élections parlementaires brésiliennes de 2010 (pt), il est élu député fédéral pour la circonscription de São Paulo. En mai 2011, il est nommé par le gouverneur de l'État de São Paulo, Geraldo Alckmin, au poste de secrétaire d'État au développement social. Le 28 mai 2013, il prend les fonctions de secrétaire au développement économique, à la science et à la technologie, qui devient ensuite secrétaire au développement de l'État de São Paulo. Le 3 avril 2014, il retrouve son siège à la Chambre.
Lors des élections de 2014 pour la 55e législature (2015-2019), Rodrigo se place en cinquième positions des candidats dans l'État de São Paulo, obtenant 336 151 voix. Puis, le 19 mars 2015, il quitte son siège pour occuper le poste de secrétaire d'État au Logement dans le nouveau gouvernement de Geraldo Alckmin. A voté en faveur de la destitution de Dilma Rousseff.
Aux élections de 2018, il se présente comme candidat au poste de vice-gouverneur au côté de João Doria. Les deux hommes sont élus au second tour et prennent leurs fonctions le 1er janvier 2019.
En tant que secrétaire du gouvernement, Rodrigo Garcia coordonne toutes les actions stratégiques de l'État : vaccins, concessions, investissements publics, partenariats public-privé et tous les grands programmes de gestion des autres secrétariats,.
En 2021, Rodrigo Garcia quitte les rangs des Démocrates, où il est resté vingt-sept ans, pour rejoindre le PSDB.
Le 1er avril 2022, il est investi gouverneur de l'État de São Paulo, après la démission de João Doria. Candidat à sa succession, Garcia est largement battu au premier tour de l'élection du 2 octobre 2022, ce qui met fin à vingt-huit ans de pouvoir du PSDB à la tête de l'État. Il décide de soutenir au second tour le 30 octobre Tarcísio de Freitas à l'élection gouvernorale et Jair Bolsonaro à la présidentielle, auquel il offre son appui « inconditionnel ».